# 獅子座39
獅子座39，又名BD+23 2207，HD 89125、SAO 81270、HR 4039，是獅子座的一颗恒星，视星等为5.82，位于銀經210.81，銀緯55.01，其B1900.0坐标为赤經10h 11m 44.5s，赤緯+23° 55.01′ 28″。